# Seznam italijanskih botanikov
Seznam italijanskih botanikov.

## A
- Ulisse Aldrovandi
- Prospero Alpini

## B
- Francesco Bianchini
- Bartolomeo Biasoletto
- Paolo Boccone

## C
- Pietro Castelli
- Andrea Cesalpino

## D
- Stefano Delle Chiaje

## G
- Luca Ghini

## M
- Renato Mezzena

## P
- Elena Paoletti (gozdarska ekologinja)
- Filippo Parlatore
- Alessandro (Sandro) Pignatti?
- Livio Poldini (1930–2024) (Trst)

## S
- Giovanni Antonio Scopoli

## T
- Agostino Todaro
- Raimondo Tominz (Tominc)
- Muzio Tommasini

## V
- Domenico Vandelli